# Diaphorus mengyanganus
Diaphorus mengyanganus är en tvåvingeart som beskrevs av Yang och Patrick Grootaert 1999. Diaphorus mengyanganus ingår i släktet Diaphorus och familjen styltflugor.
Artens utbredningsområde är Yunnan (Kina). Inga underarter finns listade i Catalogue of Life.